# Bleptina acastusalis
Bleptina acastusalis là một loài bướm đêm trong họ Noctuidae.